# .bf
.bf је највиши Интернет домен државних кодова (ccTLD) за Буркина Фасо. Администриран је од стране DELGI.